# Tendinite
Tendinite é a inflamação de um tendão que surge usualmente através do excesso de repetições de um mesmo movimento (LER - Lesão por Esforço Repetitivo). Não é adquirida necessariamente no trabalho, mas com a difusão da inflamação, tornou-se uma importante doença ocupacional. Esta condição afecta pessoas que despendem muito tempo realizando uma mesma tarefa, quer em trabalho quer em lazer. Os grupos mais afectados são operários de linhas de montagem, que têm uma única tarefa ao longo de uma carreira de trabalho e pessoas que utilizam demais o mouse de um computador, entre outros.
Tendões são tecidos fibrosos, densos e resistentes que permitem o movimento articular e pelos quais os músculos se prendem aos ossos. O sufixo ite-, em medicina, geralmente está associado a uma inflamação. Tendinite significa, portanto, inflamação do tendão. Como se trata de um termo extremamente popularizado, foi consagrado pelo uso para se referir a qualquer processo doloroso sem alterações ósseas ao exame de raios X.
As causas das tendinites propriamente ditas são variadas, e podem estar associadas a muitas condições ou doenças, incluindo:
- Esforço físico intenso ou repetido;
- Traumas mecânicos
- Infecções
- Doenças reumatológicas
- Doenças do sistema imunológico
- Distúrbios metabólicos
- Iatrogenia
- Processos degenerativos das articulações
- Neuropatias que induzam alterações musculares

Os sintomas também variam muito e incluem dor e inchaço (edema) de intensidade variável, bem como graus variados de dificuldade de movimento e diminuição de força muscular. 
Outras possibilidades para casos de longa duração de uma doença diagnosticada como tendinite é que as causas da doença permaneçam, como esforços continuados ou alguma doença sistêmica cujo estímulo não seja removido apenas com repouso. Outras possibilidades seriam: erro diagnóstico (por exemplo, uma tendinose, que é a doença degenerativa do tendão); simulação (fingir ter a doença); e a metassimulação (exagero quanto aos sintomas).
A tendinite pode ter causas ocupacionais e ainda não ocupacionais, ou mesmo ser fruto da interação desses fatores. A determinação da causa precisa da doença pode demandar vários anos de pesquisa diagnóstica.
O interesse pericial dessas doenças tem aumentado muito no Brasil, pois há um grande número de ações na Justiça pedindo concessão de benefícios previdenciários ou indenizações por danos morais e materiais. Por isso a avaliação do nexo causal da tendinite com o trabalho deve ser meticulosa, a fim de evitar conclusões equivocadas.
O diagnóstico é clínico (pelo exame médico-semiológico), corroborado por exames subsidiários como raios X, ultrassonografias, ressonâncias magnéticas e provas laboratoriais. O diagnóstico de certeza somente será obtido com o exame anatomopatológico do tendão. Nenhum dos exames subsidiários existentes é perfeito para a caracterização de uma tendinite. Os exames de raios X somente permitem o diagnóstico de tendinopatias calcificadas, enquanto os exames de ultrassonografia dependem não apenas da experiência e boa técnica do médico avaliador, quanto — e principalmente — da colaboração do paciente, pois, se este não mantiver as posições necessárias para perfeita visualização do tendão analisado, pode provocar efeitos que simulam lesões. Quanto às ressonâncias, também são suscetíveis a erro, pois se o paciente não colaborar ficando imóvel durante os exames, poderá causar imagens "tremidas", cuja interpretação seria comprometida.